# Giampaolo Mazza
Giampaolo Mazza (ur. 26 lutego 1956 w Genui) – sanmaryński piłkarz włoskiego pochodzenia występujący na pozycji pomocnika, trener i działacz piłkarski, w latach 1998–2013 selekcjoner reprezentacji San Marino.

## Kariera klubowa
W trakcie swojej kariery zawodniczej występował na pozycji defensywnego pomocnika, grając wyłącznie na poziomie amatorskim we włoskich klubach z niższych kategorii rozgrywkowych, głównie z regionu wschodniej Emilii-Romanii, oraz w Campionato Sammarinese (SS Murata, SP Tre Fiori, SS Cosmos). Grę w piłkę nożną zakończył w 1987 roku, kiedy to po ukończeniu Wyższego Instytutu Wychowania Fizycznego (ISEF) rozpoczął pracę jako nauczyciel wychowania fizycznego w jednej ze szkół średnich w San Marino.

## Kariera reprezentacyjna
Mazza był jednym z zawodników powoływanych w połowie lat 80. XX wieku przez Giulio Cesare Casaliego do nowo powstałej reprezentacji San Marino, która rozpoczęła rozgrywać mecze sparingowe, oczekując na przyjęcie FSGC do FIFA oraz UEFA. 28 marca 1986 wystąpił on w pierwszym międzypaństwowym meczu reprezentacji przeciwko Kanadzie U-23 (0:1) w Serravalle. W 1987 roku wziął udział w Igrzyskach Śródziemnomorskich, gdzie San Marino rozegrało 3 spotkania przeciwko Libanowi, Syrii i Turcji U-23 i z dorobkiem 1 punktu zajęło 4. lokatę w swojej grupie. Ogółem w latach 1986–1987 rozegrał on w drużynie narodowej 4 nieoficjalne spotkania, nie zdobył żadnej bramki.

## Kariera trenerska

### Kluby
W trakcie trwania sezonu 1988/89 Mazza objął funkcję trenera San Marino Calcio, zastępując tymczasowo Gabriele Lucchiego. W połowie 1989 roku przejął obowiązki pierwszego szkoleniowca, które sprawował przez rok, zajmując 5. miejsce w grupie F Campionato Interregionale. W 1990 roku rozpoczął pracę w AC Riccione, które prowadził przez jeden sezon, zakończony zajęciem 17. lokaty w grupie C Serie C2 i degradacją z ligi. W 1993 roku objął klub ponownie (już pod nazwą Valleverde Riccione FC) i prowadził go przez 3 lata na poziomie Campionato Nazionale Dilettanti. W sezonie 1996/97 był trenerem San Marino Calcio, z którym wywalczył Coppa Italia Dilettanti Emilia-Romagna oraz awans do V ligi, po czym opuścił klub.
W sezonie 1997/98 prowadził klub ASD Argentana, z którym spadł z Campionato Nazionale Dilettanti. W sezonie 2000/01 trenował Cattolica Calcio i uzyskał z tym zespołem promocję do Eccellenzy. W latach 2001–2003 pracował jako szkoleniowiec Realu Misano, z którym wygrał Coppa Italia Dilettanti Emilia-Romagna (2001/02). W latach 2003–2006 prowadził ASD Verucchio, z którym w sezonie 2003/04 awansował do Eccellenzy, natomiast w kolejnym - po raz pierwszy w historii klubu - do Serie D. Na początku 2006 roku, z powodu konfliktu z zarządem, został zdymisjonowany i zastąpiony przez Mirko Fabbriego. Po 3 kolejkach, przed meczem derbowym przeciwko Valleverde Riccione FC (zwycięstwo 1:0), przywrócono go na stanowisko.
W październiku 2006 roku Mazza rozpoczął pracę jako trener Realu Cesenatico. Po zakończeniu sezonu 2006/07 jego klub awansował do Serie D, wygrywając grupę B Eccellenzy z 1 punktem przewagi nad ASD Savignanese. Jesienią 2007 roku zwolniono go z powodu niezadowalających wyników. W lutym 2008 roku powrócił do Realu zajmując miejsce zwolnionego Marco Carrary. W marcu tego samego roku prezydent klubu zdecydował o zwolnieniu go ze stanowiska trenera i przywróceniu na tę funkcję Carrary. Dwa miesiące później ponownie objął posadę szkoleniowca ASD Verucchio. W grudniu tego samego roku zrezygnował, gdy zarząd ogłosił odejście w przerwie zimowej kilku znaczących graczy. Zespół znajdował się wówczas na ostatnim miejscu w swojej grupie Serie D. We wrześniu 2009 został szkoleniowcem Valleverde Riccione FC, walczącego o utrzymanie w Serie D. W grudniu tego samego roku, po zdobyciu 12 punktów w 11 kolejkach, zwolniono go ze stanowiska.

### Reprezentacja San Marino
W 1996 roku został asystentem selekcjonera Massimo Boniniego. Po zakończeniu eliminacji Mistrzostw Świata 1998 objął funkcję pierwszego szkoleniowca kadry narodowej. 10 października 1998 zadebiutował w przegranym 0:5 meczu przeciwko Izraelowi na Stadionie Olimpijskim w Serravalle w ramach eliminacji EURO 2000.
Za jego kadencji San Marino odniosło jedyne dotychczasowe zwycięstwo pokonując w meczu towarzyskim w 2004 roku 1:0 Liechtenstein. W meczach eliminacji do mistrzostw świata i mistrzostw Europy uzyskał on jeden wynik remisowy: 1:1 z Łotwą w Rydze w 2001 roku. Podczas jego pracy reprezentacja doznała najwyższych w historii porażek: 0:13 z Niemcami i 0:11 z Holandią. W latach 2008–2012 San Marino ustanowiło europejski rekord 20 meczów bez zdobytej bramki. Ogółem z 85 oficjalnych spotkań Mazza przegrał 82 (bilans bramkowy 15:371), natomiast w meczach eliminacyjnych zanotował 75 porażek w 76 meczach. Oprócz funkcji selekcjonera pracował równocześnie jako nauczyciel wychowania fizycznego, trener amatorskich włoskich klubów oraz działacz piłkarski przy FSGC.
10 października 2013 roku, podczas konferencji prasowej przed meczem z Mołdawią w Kiszyniowie ogłosił, iż rezygnuje ze stanowiska selekcjonera po spotkaniu z Ukrainą w Serravalle (15 października). Pełnił on swoją funkcję nieprzerwanie przez 15 lat, co stanowi pod tym względem 6. wynik w Europie.
Statystyki
| Reprezentacja | Okres pracy | Statystyki | Statystyki | Statystyki | Statystyki | Statystyki | Statystyki | Statystyki | Statystyki | Statystyki |
| Reprezentacja | Okres pracy | M          | Z          | R          | P          | Z%         | R%         | P%         | GZ         | GS         |
| ------------- | ----------- | ---------- | ---------- | ---------- | ---------- | ---------- | ---------- | ---------- | ---------- | ---------- |
| San Marino    | 1998–2013   | 85         | 1          | 2          | 82         | 1,17%      | 2,35%      | 96,47%     | 15         | 371        |

Mecze bez porażki
| #  | Data             | Miejsce                        | Przeciwnik    | Wynik     | Ranga meczu                       |
| -- | ---------------- | ------------------------------ | ------------- | --------- | --------------------------------- |
| 1. | 25 kwietnia 2001 | Stadion Skonto, Ryga           | Łotwa         | 1:1 (1:0) | Eliminacje Mistrzostw Świata 2002 |
| 2. | 20 sierpnia 2003 | Rheinpark Stadion, Vaduz       | Liechtenstein | 2:2 (2:2) | Mecz towarzyski                   |
| 3. | 28 kwietnia 2004 | Stadion Olimpijski, Serravalle | Liechtenstein | 1:0 (1:0) | Mecz towarzyski                   |

## Działacz sportowy
Od 2010 roku pracuje jako kierownik techniczny wydziału szkolenia młodzieży w Federazione Sammarinese Giuoco Calcio. W październiku 2014 roku objął funkcję prezesa nowo utworzonego Associazione Sammarinese Allenatori Calcio (ASAC), którego był jednym z założycieli. Stowarzyszenie ma na celu podnoszenie kwalifikacji sanmaryńskich trenerów piłkarskich i reprezentowanie ich interesów w FSGC.
We wrześniu 2016 roku przedstawił swoją kandydaturę na stanowisko prezydenta FSGC. W lutym 2017 roku przegrał głosowanie z Marco Turą stosunkiem głosów 40:35.

## Życie prywatne
Urodził się w 1956 roku Genui w rodzinie o sanmaryńskich korzeniach. Jego rodzice wyjechali do Włoch z powodów zawodowych. W wieku 12 lat wraz z rodziną osiedlił się w San Marino. Pracuje jako nauczyciel wychowania fizycznego.

## Sukcesy
San Marino Calcio
- Coppa Italia Dilettanti Emilia-Romagna (1): 1996/97

Real Misano
- Coppa Italia Dilettanti Emilia-Romagna (1): 2001/02